# Colombier (Allier)
Colombier é uma comuna francesa na região administrativa de Auvérnia-Ródano-Alpes, no departamento Allier. Estende-se por uma área de 12,73 km². Em 2010 a comuna tinha 343 habitantes (densidade: 26,9 hab./km²).